# Manantiales, Tempoal
Manantiales är en ort i Mexiko.   Den ligger i kommunen Tempoal och delstaten Veracruz, i den sydöstra delen av landet, 230 km norr om huvudstaden Mexico City. Manantiales ligger 87 meter över havet och antalet invånare är 163.
Terrängen runt Manantiales är platt, och sluttar västerut. Runt Manantiales är det ganska tätbefolkat, med 72 invånare per kvadratkilometer. Närmaste större samhälle är Tantoyuca, 13,8 km öster om Manantiales. Trakten runt Manantiales består till största delen av jordbruksmark.